# Valeria Vespoli
Valeria Alejandra Vespoli Figuera (Maturín, Monagas; 25 de noviembre de 1994) es una modelo venezolana, comunicadora social y ganadora de concursos de belleza que fue titulada como Miss Supranational Venezuela 2016. Vespoli también representó al estado Monagas en el Miss Venezuela 2015 donde terminó como una de las semifinalistas. Vespoli representó a Venezuela en Miss Supranacional 2016, obteniendo la posición de 1.ª finalista.

## Vida y carrera

### Primeros años
Vespoli nació en Maturín, Monagas. Es de ascendencia italiana y tiene dos hermanos varones. Se mudó a Estados Unidos, y es allí donde obtuvo una licenciatura en Comunicación Social otorgada por la Universidad Barry en Miami, Florida. Vespoli también practica fútbol desde la edad de 14 años.

## Concursos de belleza
Valeria inició su recorrido en los concursos de belleza a la edad de 9 años. Luego, al cumplir 15, participó y ganó el Teen Model Venezuela 2010.

### Miss Venezuela 2015
Vespoli fue seleccionada para representar a su estado natal, Monagas, en el Miss Venezuela 2015. Vespoli compitió con otras 24 candidatas por la disputada corona. Al final del evento, el 8 de octubre de 2015, obtuvo la premiación especial de Miss Auténtica, y logró clasificar dentro del grupo de 10 semifinalistas.

### Miss Supranational Venezuela 2016
Vespoli fue designada por la Organización Miss Venezuela en conjunto con Osmel Sousa, como la representante venezolana hacia el concurso internacional, Miss Supranacional.

### Miss Supranacional 2016
Ella representó a Venezuela en el certamen Miss Supranacional 2016, evento que se realizó el 2 de diciembre de 2016 en el Centro Municipal de Recreación y Deportes MOSIR, en Krynica-Zdrój, Polonia. Valeria obtuvo la posición de 1.ª finalista, el lugar más alto conseguido por Venezuela en dicho certamen. Además, fue coronada como Reina Continental de las Américas en dicha edición.

## Otros proyectos
A causa de la pandemia de COVID-19, Valeria se mantiene en Venezuela, allí inicia un emprendimiento como diseñadora de modas; así como el también ser presentadora del diario monaguense, El Siglo. Además de ello, actualmente se desempeña como asesora financiera.

## Cronología
| Predecesor: Siera Bearchell                                                        | Miss Supranacional 1ra Finalista 2016                                                                                  | Sucesor: Martha Martínez                                                                                 |
| Predecesor: Hyser Betancourt                                                       | Miss Supranational Venezuela 2016                                                                                      | Sucesor: Geraldine Duque                                                                                 |
| Predecesor: Skarliz Coa Stefany Merlín Isabella Arriaga Jennifer Saá Débora Medina | Miss Venezuela Top 10 Semifinalistas (con Katherine Oliveira, Paula Schmidt, Maydeliana Díaz y Yeniffer González) 2015 | Sucesor: Melanie Bermúdez Yanett Díaz María Victoria D'Ambrosio María Fernanda Paredes Victoria González |
| Predecesor: Claudia Isabel Marín Fernández                                         | Miss Monagas 2015 | Sucesor: Keysi Sayago                                                                                    |
| Predecesor: Caroline Medina                                                        | Teen Model Venezuela 2010                                                                                              | Sucesor: Valentina Sánchez                                                                               |